# Son Cotoner
Son Cotoner es un barrio de la ciudad de Palma de Mallorca, Baleares, España.
Se encuentra delimitado por los barrios de Son Flor, Son Anglada, Son Rapiña, Son Dameto, Campo de Serralta, El Fortín, Es Secar de la Real, Campo Redondo y Buenos Aires.
Alcanzaba en el año 2007 la cifra de 11.907 habitantes.
Líneas de Autobuses:
Línea 8 - Son Roca
Línea 9 - Son Espanyol
Línea 6 - Polígono Can Valero
Línea 29 - Ronda Urbana
- Datos: Q973093